# Miguel Martí Pastor
Miguel Martí Pastor (Valencia, 1876-1952) fue un obstetra y ginecólogo español. Profesionalmente fue sucesor de Francisco de Paula Campá y Porta, fundador, junto con el doctor Manuel Candela, de la tocoginecología valenciana en la segunda mitad del siglo XIX. Fue presidente de la Real Academia de Medicina de Valencia.
Fundó una prestigiosa saga de ginecólogos españoles, representada en la actualidad por el doctor y catedrático Fernando Bonilla y el doctor Francisco Bonilla Bartret. 

## Carrera
Miguel Martí Pastor cursó sus primeros estudios con los padres jesuitas de Valencia, obteniendo el título de bachiller. Se licenció en medicina y cirugía por la Universidad de Valencia, doctorándose por la Universidad de Madrid. Fue auxiliar interino en 1912 y auxiliar numerario en 1913. En marzo de 1918 consiguió la cátedra de Obstetricia y Ginecología por la Universidad de Sevilla, y en abril de ese mismo año fue nombrado catedrático por la Universidad de Valencia por permuta con el doctor Manuel Candela. Fue profesor de puericultura intrauterina y jefe de la inclusa desde 1923 a 1931.
En 1937, durante la guerra civil española fue separado de sus funciones, con carácter definitivo, por decreto del gobierno de la República de 27 de noviembre de 1936, siendo rehabilitado en su cargo en 1939. Fue Decano de la Facultad de Medicina de la Universidad de Valencia.
Entre 1943 y 1948 fue Presidente de la Real Academia de Medicina de Valencia.
Se jubiló en 1946.
Inauguró una prestigiosa saga de médicos españoles, cuyo siguientes eslabones han sido los doctores Ignacio Martí Álvarez-Ossorio,  Francisco Bonilla Martí,  José Martí Mateu, Fernando Bonilla, Francisco Ugalde Bonilla y Francisco Bonilla Bartret.